# صوبي (كعيدنة)
صوبي هي إحدى قرى عزلة السكابة والحماريين بمديرية كعيدنة التابعة لمحافظة حجة، بلغ تعداد سكانها 236 نسمة حسب تعداد اليمن لعام 2004.